# Epipsilia vargai
Epipsilia vargai är en fjärilsart som beskrevs av Michael Fibiger 1993. Epipsilia vargai ingår i släktet Epipsilia och familjen nattflyn. Inga underarter finns listade i Catalogue of Life.